# 29 janvier en sport
29 décembre 29 février
Chronologies thématiques
- Croisades
- Ferroviaires
- Disney

Le 29 janvier (29e jour de l'année) en sport.
28 janvier en sport - 29 janvier en sport - 30 janvier en sport

## Événements

### XIXesiècle
- 1897 :
  - (Compétition automobile) : Marseille-Fréjus-Nice-La Turbie remporté par Gaston de Chasseloup-Laubat.

### XXesièclede1901à1950
- 1927 :
  - (Hockey sur glace) : l’Autriche remporte le championnat d'Europe devant la Belgique.

### XXesièclede1951à2000
- 1964 :
  - (Jeux olympiques) : ouverture des Jeux olympiques d'hiver à Innsbruck, en Autriche.
- 1978 :
  - (Formule 1) : Grand Prix automobile du Brésil.
- 1991 :
  - (Mouvement olympique) : création du Comité national olympique moldave à la suite de la dislocation de l'Union soviétique.
- 1992 :
  - (Patinage artistique) : Surya Bonaly conserve son titre de championne d'Europe.

### XXIesiècle
- 2001 :
  - (Tennis) : en battant en finale du Tournoi indoor de Milan (Italie) le Français Julien Boutter sur le score de 6-4, 6-7 (7-9), 6-4, le Suisse Roger Federer remporte le premier tournoi de sa carrière.
- 2011 :
  - (Luge / Championnats du monde) : lors des championnats du monde de luge 2011, l'Allemande Tatjana Hüfner glane son troisième titre individuel de championne du monde en battant sa compatriote Natalie Geisenberger et la Canadienne Alex Gough. L'épreuve masculine est elle remportée par l'Italien Armin Zöggeler, pour la sixième fois, en devançant les Allemands Felix Loch et Andi Langenhan.
- 2016 :
  - (Handball : Championnat d'Afrique des nations masculin) : lors des demi-finales du championnat d'Afrique des nations 2016, l'Égypte dispose aisément de l'Angola sur le score de 25 à 15, tandis que la Tunisie bat l'Algérie 27 à 18.
  - (Luge / Championnats du monde) : le sprint masculin des championnats du monde 2016 est remporté par l'Allemand Felix Loch, qui s'adjuge son dixième titre mondial, en s'imposant devant ses compatriotes Ralf Palik et Wolfgang Kindl. L'épreuve féminine est quant à elle gagnée par la Suissesse Martina Kocher qui devance les Allemandes Natalie Geisenberger et Dajana Eitberger.
  - (Patinage artistique / Championnats d'Europe) : à Bratislava en Slovaquie, la patineuse Russe Ievguenia Medvedeva devient championne d'Europe en individuelle.
- 2017 :
  - (Football / Coupe d'Afrique des nations) : lors des quarts de finale de la Coupe d'Afrique des nations 2017, le Ghana s'impose 2 buts à 1 face à la République démocratique du Congo grâce à des buts de Jordan et André Ayew tandis que l'Égypte bat le Maroc sur le score de 1 but à 0 par une réalisation de Mahmoud Kahraba, rejoignant ainsi les demi-finales de la compétition.
  - (Handball /Championnat du monde masculin) : l’équipe de France de handball conserve son titre de championne du monde à Paris. En finale, les Bleus ont surclassé la Norvège (33-26) avec notamment six buts de Nikola Karabatic, cinq de Michaël Guigou et Valentin Porte. Il s’agit du sixième titre mondial de la France après ses sacres en 1995, 2001, 2009, 2011 et 2015.
  - (Luge / Championnats du monde) : l'Autrichien Wolfgang Kindl remporte son deuxième titre de champion du monde lors des championnats du monde 2017 dans l'épreuve individuelle masculine en devançant le Russe Roman Repilov et l'Italien Dominik Fischnaller. Le relais mixte est quant à lui gagné par l'équipe d'Allemagne, composée de Tatjana Hüfner, Johannes Ludwig, Toni Eggert et Sascha Benecken, qui s'impose devant les États-Unis et la Russie.
  - (Tennis /tournoi de Grand Chelem) : en Australie, à Melbourne, le Suisse Roger Federer, 17e mondial, remporte la finale de l’Open d'Australie en dominant Rafael Nadal (6-4, 3-6, 6-1, 3-6, 6-3). Après un combat de titans, le Bâlois a trouvé les ressources pour s’offrir un 18e titre de Grand Chelem, (le dernier datant de Wimbledon en 2012), entretenant encore un peu plus sa légende.
- 2019 :
  - (Football / Coupe d'Asie des nations) : en demi-finale de la Coupe d'Asie des nations, le Qatar dispose par 4 buts à 0 des Émirats arabes unis, pays hôte, et rallie la finale.
- 2023 :
  - (Handball /Mondial masculin) : Le Danemark devient champion du monde à la Tele2 Arena de Stockholm en Suède en battant la France (34-29) et établit un record en gagnant cette compétition trois fois de suite. L'Espagne est médaillée de bronze.
  - (Hockey sur gazon /Mondial) : les Allemands deviennent champion du monde en battant les Belges aux tirs au but (5-4, 3-3 à la fin du temps réglementaire) lors de la finale au Kalinga Stadium de Bhubaneswar en Inde. Les Néerlandais sont médaillés de bronze.
  - (Tennis /tournoi de Grand Chelem) : le Serbe Novak Djokovic bat en finale le Grec Stéfanos Tsitsipás 6-3, 7-6 (7/4), 7-6 (7/5) et s'adjuge son 10e Open d'Australie ce qui lui permet aussi d'égaler Rafael Nadal au tableau des titres en Grand Chelem (22).

## Naissances

### XIXesiècle
- 1884 :
  - Douglass Cadwallader, golfeur américain. Médaillé de bronze par équipes aux Jeux de Saint-Louis 1904. († 7 février 1971).
- 1891 :
  - Richard Williams, joueur de tennis américain. Champion olympique du double mixte aux Jeux de Paris 1924. Vainqueur des US Open 1914 et 1916, des Coupe Davis 1913, 1921, 1923, 1925 et 1926. († 2 juin 1968).
- 1895 :
  - Luigi Cambiaso, gymnaste artistique italien. Champion olympique du concours général par équipes aux Jeux d'Anvers 1920 et aux Jeux de Paris 1924. († 25 mars 1975).

### XXesièclede1901à1950
- 1905 :
  - Gaston Rebry, coureur cycliste belge. Vainqueur de Paris-Roubaix 1931, 1934 et 1935, du Tour des Flandres 1934 et de Paris-Nice 1934. († 3 juillet 1953).
- 1906 :
  - Joe Primeau, hockeyeur sur glace puis entraîneur canadien. († 14 mai 1989).
- 1925 :
  - Tofik Bakhramov, arbitre de football soviétique puis azerbaïdjanais. († 12 octobre 1993).
- 1929 :
  - William McMillan, tireur au pistolet américain. Champion olympique à 25 m aux Jeux de Rome 1960. († 6 juin 2000).
- 1932 :
  - Tommy Taylor, footballeur anglais. (19 sélections en équipe d'Angleterre). († 6 février 1958).
- 1940 :
  - Kunimitsu Takahashi, pilote de moto et de courses automobile japonais († 16 mars 2022).
- 1942 :
  - Jean Wadoux, athlète de demi-fond français. Médaillé d'argent du 5 000 m aux Championnats d'Europe d'athlétisme 1971.
- 1943 :
  - Désiré Letort, cycliste sur route français. († 9 septembre 2012).
  - Pat Quinn, hockeyeur sur glace puis entraîneur canadien. Champion olympique aux Jeux de Salt Lake City 2002. († 23 novembre 2014).
- 1950 :
  - Jody Scheckter, pilote de F1 sud-africain. Champion du monde de Formule 1 1979. (10 victoires en Grand Prix).

### XXesièclede1951à2000
- 1953 :
  - Paulin Bordeleau, hockeyeur sur glace puis entraîneur canado-français.
- 1954 :
  - Doug Risebrough, hockeyeur sur glace puis entraîneur et dirigeant sportif canadien.
- 1957 :
  - David Murry, pilote de course automobile américain.
  - Philippe Dintrans, joueur de rugby à XV puis entraîneur français. Vainqueur du Grand Chelem 1981 et du Tournoi des cinq nations 1989. (51 sélections en équipe de France).
- 1960 :
  - Greg Louganis, plongeur américain. Médaillé d'argent au tremplin de 10 m aux Jeux de Montréal 1976 puis champion olympique au tremplin de 3 m et de 10 m aux Jeux de Los Angeles 1984 et aux Jeux de Séoul 1988. Champion du monde de natation du plongeon à 10 m 1978, champion du monde de natation du plongeon au tremplin de 3 et 10 m 1982 et 1986.
  - Steve Sax, joueur de baseball américain.
- 1964 :
  - Holger Behrendt, gymnaste est-allemand puis allemand. Champion olympique aux anneaux, médaillé du concours général par équipe et médaillé de bronze à la barre fixe aux Jeux de Séoul 1988. Champion d'Europe de gymnastique aux anneaux 1989.
- 1965 :
  - Philippe Bérot, joueur de rugby à XV puis entraîneur français. Vainqueur du Grand Chelem 1987 et du Tournoi des cinq nations 1989. (19 sélections en équipe de France).
  - Dominik Hasek, hockeyeur sur glace tchécoslovaque puis tchèque. Champion olympique aux Jeux de Nagano 1998 puis médaillé de bronze aux Jeux de Turin 2006.
- 1966 :
  - Romário, footballeur puis entraîneur et homme politique brésilien. Médaillé d'argent aux Jeux de Séoul 1988. Champion du monde de football 1994. Vainqueur de la Copa América 1989 et 1997. (70 sélections en équipe du Brésil).
  - Robert Teriitehau, véliplanchiste français.
- 1967 :
  - Sean Burke, hockeyeur sur glace canadien. Médaillé d'argent aux Jeux d'Albertville 1992. Champion du monde de hockey sur glace 1997 et 2003.
  - Marcus Kennedy, basketteur américain.
- 1973 :
  - Jason Schmidt, joueur de baseball américain.
- 1975 :
  - Hendrik Dreekmann, joueur de tennis allemand.
- 1977 :
  - Alexandre Rousselet, fondeur français.
  - Eddie Shannon, basketteur américain.
- 1978 :
  - Alessandro Fei, volleyeur italien. Médaillé de bronze aux Jeux de Sydney 2000 et aux Jeux de Londres 2012, médaillé d'argent aux Jeux d'Athènes 2004. Champion du monde de volley-ball 1998. Champion d'Europe de volley-ball 2003 et 2005. Vainqueur des Challenge Cup 2001, 2003 et 2013, de la Ligue des champions de volley-ball 2006 puis de la Coupe de la CEV masculine 2011. (330 sélections en équipe nationale).
  - Martin Schmitt, sauteur à ski allemand. Médaillé d'argent par équipe aux Jeux de Nagano 1998 puis champion olympique par équipe aux Jeux de Salt Lake City 2002 et médaillé d'argent par équipe aux Jeux de Vancouver 2010. Champion du monde de saut à ski au grand tremplin en individuel et par équipe au grand tremplin 1999 et 2001.
- 1979 :
  - Eduardo Mingas, basketteur angolais. Champion d'Afrique de basket-ball 2005, 2007, 2009 et 2013. (109 sélections en équipe d'Angola).
- 1981 :
  - Mladen Šekularac, basketteur monténégrin.
- 1982 :
  - Michael Claassens, joueur de rugby à XV sud-africain. Vainqueur du Challenge européen 2008 puis de la Coupe d'Europe de rugby 2014. (8 sélections en équipe d'Afrique du Sud).
  - Kim Dong-jin, footballeur sud-coréen. Vainqueur de la Coupe UEFA 2008. (62 sélections en équipe de Corée du Sud).
  - Leonardo Ponzio, footballeur argentin. Vainqueur de la Copa Sudamericana 2014 et de la Copa Libertadores 2015. (9 sélections en équipe d'Argentine).
- 1983 :
  - Sileshi Sihine, athlète de fond éthiopien. Médaillé d'argent du 10 000 m aux Jeux d'Athènes 2004.
  - Sakaria Taulafo, joueur de rugby à XV samoan. Vainqueur du Challenge européen 2017. (44 sélections en équipe des Samoa).
- 1985 :
  - Lukša Andrić, basketteur croate.
  - Marc Gasol, basketteur espagnol. Médaillé d'argent aux Jeux de Pékin 2008 et aux Jeux de Londres 2012. Champion du monde de basket-ball masculin 2006 et 2019. Champion d'Europe de basket-ball 2009 et 2011. Vainqueur de l'EuroCoupe 2007. (191 sélections en équipe d'Espagne).
  - Dru Joyce, basketteur américain.
- 1986 :
  - Mounir Chaftar, footballeur germano-tunisien.
  - Bryce Davison, patineur artistique de couples canadien.
  - Thomas Greiss, hockeyeur sur glace allemand.
- 1987 :
  - Alex Avila, joueur de baseball américain.
  - Kristaps Sotnieks, hockeyeur sur glace letton.
- 1988 :
  - Marie-Laure Delie, footballeuse française. (92 sélections en équipe de France).
  - Djéné Diawara, basketteuse franco-malienne. Championne d'Afrique de basket-ball féminin 2007
  - Johny Placide, footballeur franco-haïtien. (32 sélections avec l'équipe de Haïti).
- 1989 :
  - Kevin Shattenkirk, hockeyeur sur glace américain.
- 1990 :
  - Grzegorz Krychowiak, footballeur polonais. Vainqueur des Ligues Europa 22015 et 2016. (100 sélections en équipe de Pologne).
  - Anete Šteinberga, basketteuse lettone.
  - Maik Zirbes, basketteur allemand. (75 sélections en équipe d'Allemagne).
- 1991 :
  - Satomi Suzuki, nageuse japonaise. Médaillée d'argent du 200 m brasse puis de bronze du 100 m brasse et du 4 × 100 m 4 nages aux Jeux de Londres 2012.
- 1992 :
  - Markel Brown, basketteur américain.
  - Rodinei, footballeur brésilien.
  - Jordan Taufua, joueur de rugby à XV néo-zélandais puis samoan. Vainqueur du Challenge européen 2022. (8 sélections avec l'équipe des Samoa).
- 1993 :
  - Michelle Larcher de Brito, joueuse de tennis portugaise.
- 1994 :
  - João Pedro Silva, handballeur brésilien. (72 sélections en équipe du Brésil).
  - Rodman Teltull, athlète de sprint paluan.
- 1995 :
  - Rok Ovniček, handballeur slovène. (23 sélections en équipe de Slovénie).
  - RG Snyman, joueur de rugby à XV sud-africain. Champion du monde de rugby à XV 2019 et 2023. Vainqueur du The Rugby Championship 2019. (34 sélections en équipe d'Afrique du Sud).
- 1996 :
  - Alpha Kaba, basketteur français.
- 1997 :
  - Yusuf Yazıcı, footballeur turc. (41 sélections en équipe de Turquie).
- 1998 :
  - Ryan Zézé, athlète de sprint français.

### XXIesiècle
- 2002 :
  - Ryōtarō Araki, footballeur japonais.
- 2003 :
  - Mateusz Łęgowski, footballeur polonais.(1 sélection en équipe de Pologne).
- 2004 :
  - Viktor Đukanović, footballeur monténégrin. (3 sélections en équipe du Monténégro).

## Décès

### XXesièclede1901à1950
- 1940 :
  - Nedo Nadi, 45 ans, fleurettiste, épéiste et sabreur italien. Champion olympique du fleuret individuel aux Jeux de Stockholm 1912 puis champion olympique du fleuret individuel et par équipes, du sabre en individuel et par équipes et de l'épée par équipes aux Jeux d'Anvers 1920. (° 9 juillet 1894).
- 1945 :
  - Gustav Flatow 70 ans, gymnaste américain. Champion olympique des barres fixes par équipes et des barres parallèles par équipes aux Jeux d'Athènes 1896. (° 7 janvier 1875).
- 1949 :
  - Jarvis Kenrick, 96 ans, footballeur anglais. (° 13 novembre 1852).

### XXesièclede1951à2000
- 1963 :
  - Julien du Rhéart, 77 ans, footballeur français. (3 sélections en équipe de France). (° 13 mars 1885).
- 1970 :
  - Muhammad Tahir Pacha, 90 ans, homme politique égyptien. Membre du Comité international olympique et fondateur des Jeux méditerranéens. (° 14 août août 1879).
- 1994 :
  - Ulrike Maier 26 ans, skieuse alpine autrichienne. Championne du monde de ski alpin du super-G 1989 et 1991. (° 22 octobre 1967).
- 1998 :
  - Lucien Pariès, 50 ans, joueur de rugby français. Vainqueur du Tournoi des cinq nations 1970. (8 sélections en équipe de France). (° 4 août 1947).

### XXIesiècle
- 2002 :
  - Dick Lane, 73 ans, joueur de foot U.S. américain. (° 16 avril 1928).
- 2005 :
  - José Luis Martínez, 34 ans, athlète de lancers de poids espagnol. (° 25 août 1970).
- 2007 :
  - Art Fowler, 84 ans, joueur de baseball américain. (° 3 juillet 1922).
- 2011 :
  - José Llopis Corona, 92 ans, footballeur espagnol. (° 4 juin 1918).
- 2012 :
  - François Migault, 67 ans, pilote de F1 et de courses automobile d'endurance français. (° 4 décembre 1944).
- 2015 :
  - Kel Nagle, 94 ans, golfeur australien. Vainqueur de l'Open britannique en 1960. (° 21 décembre 1920).
- 2017 :
  - Willy Fossli, 85 ans, footballeur norvégien (7 sélections en équipe de Norvège). (° 8 juillet 1931).
  - Boris Nikolov, 87 ans, boxeur bulgare. Médaillé d'argent olympique de la catégorie des poids moyens lors des Jeux d'Helsinki en 1952. (° 10 mars 1929).
- 2019 :
  - Jean-Pierre Boccardo, 76 ans, athlète de sprint français. (° 16 mars 1942).
  - Andrew Hebenton, 89 ans, joueur puis entraîneur de hockey sur glace canadien. (° 3 octobre 1929).
  - Egisto Pandolfini, 92 ans, footballeur italien (21 sélections en équipe d'Italie). (° 19 février 1926).
- 2022 :
  - Bernard Quilfen, 72 ans, cycliste sur route et directeur sportif français. (° 20 avril 1949).